# 花の袋
『花の袋』（はなのふくろ）は2008年6月22日公開の日本映画。「失われた時を求めて」（第8回インディーズムービー・フェスティバル入選）の戸田彬弘が奈良県の後援を得て制作した、高校生8人の1年間を描いた青春群像劇。

## あらすじ
奈良にある高校の陸上部員の亜矢香は、同じ1年生部員の洋介に片思いをしているが、人見知りが激しくなかなか距離が縮まらない。そんな二人を、明るくてお節介な恵や大人びたお姉さんタイプの宏美、ムードメーカーである森田がそっと後押しをする。亜矢香と洋介が順調に親密さを増す一方、彼らを見つめる恵や宏美は、それぞれ他人には言えない秘密や過去を背負い、悩んでいた。そして、陸上部の先輩たちを誘って出かけたサマーキャンプを境に彼らの運命の歯車は一気に回り始めることになる。

## キャスト
- 佐藤亜矢香：土田愛恵
- 小山恵：藤田直美
- 大西宏美：森レイ子
- 宮本洋介：日下部拓哉
- 森田真一：小川大輝
- 桜木亜美：森衣里
- 木下恵美：井上竜由
- 緒方宏樹：西森教貴

## スタッフ
- 監督：戸田彬弘
- 脚本：戸田彬弘・大江崇允
- 企画総合プロデューサー：大江崇允
- プロデューサー：金丸義文
- ラインプロデューサー：戸田彬弘
- 撮影,照明：　三浦大輔
- 録音：東岳志
- 美術：酒井景悟

## 上映時間
150分